# Eva Benz-Rababah
Eva Benz-Rababah (* 23. November 1958 in Eckfeld) ist eine deutsche Hochschullehrerin und Autorin zum Fachgebiet Landschaftsarchitektur.

## Leben
Nachdem Eva Benz-Rababah 1977–1983 Landespflege an der TU Hannover studiert hatte, war sie von 1983 bis 1985 wissenschaftliche Mitarbeiterin am dortigen Institut für Grünplanung und Gartenarchitektur. Nach der Promotion zum Dr.-Ing. im Jahr 1991 an der TU Hannover mit dem Thema Leben und Werk des Städtebauers Paul Wolf (1879–1957) unter besonderer Berücksichtigung seiner 1914–22 entstandenen Siedlungsentwürfe für Hannover war sie von 1992 bis 1994 wissenschaftliche Mitarbeiterin am dortigen Institut für Bau- und Kunstgeschichte für ein Forschungsprojekt zum Wiederaufbau Hannovers nach 1945 unter Stadtbaurat Rudolf Hillebrecht.
Von 1995 bis 2003 war sie an der TU Hannover wissenschaftliche Assistentin am Institut für Grünplanung und Gartenarchitektur. Im November 2003 erlangte sie mit der Habilitation die Lehrbefugnis für urbane Landschaftsarchitektur.
Seit dem Wintersemester 2003 vertrat sie die Professur für Landschaftsarchitektur an der Fakultät Architektur der TU Dresden. Vom Wintersemester 2006 bis etwa 2012 war sie an der Fakultät Gastprofessorin.

## Werke
Benz-Rababah veröffentlichte unter anderen zur Stadtentwicklung und Landschaftsarchitektur im 20. Jahrhundert. Sie ist Co-Autorin beim Stadtlexikon Hannover.